# Петрова Надія Вікторівна
Надія Вікторівна Петрова (нар. 8 червня 1982 у Москві, СРСР) — російська тенісистка, олімпійська медалістка.

## Життєпис
Надія народилася у сім'ї спортсменів, її батько Віктор відомий у минулому метальник молота, мати — бронзова призерка Олімпійських ігор у Монреалі в естафеті 4×400 м. У віці восьми років Надія почала займатися тенісом, стала переможицею юніорського тенісного турніру на Відкритій першості Франції у 1998 році.
У 1999 Петрова отримала статус професійної тенісистки й у тому ж році увійшла до сотні найкращих тенісисток.
Бронзову олімпійську медаль Надія виборола разом із Марією Кириленко на літніх Олімпійських іграх 2012 у парному розряді.

## Фінали турнірів WTA

### Одиночний розряд: 24 (13 титулів, 11 поразок)
| Легенда                                  |
| ---------------------------------------- |
| Турнір чемпіонок WTA (1–0)               |
| WTA 1000 (Tier I) (3–2)                  |
| WTA 500 (Tier II / Premier) (5–7)        |
| WTA 250 (Tier III / International) (4–2) |

| Результат | В-П   | Дата                                | Турнір                                         | Категорія     | Покриття   | Опонент             | Рахунок              |
| --------- | ----- | ----------------------------------- | ---------------------------------------------- | ------------- | ---------- | ------------------- | -------------------- |
| Поразка   | 0–1   | 2003                                | Linz Open, Австрія                             | Tier II       | Тверде (i) | Суґіяма Ай          | 5–7, 4–6             |
| Поразка   | 0–2   | 2004                                | Australian Тверде Court Championships          | Tier III      | Тверде     | Суґіяма Ай          | 6–1, 1–6, 4–6        |
| Поразка   | 0–3   | Тра 2005                            | German Open                                    | Tier I        | Ґрунт      | Жустін Енен         | 3–6, 6–4, 3–6        |
| Поразка   | 0–4   | 2005                                | Bangkok Open, Таїланд                          | Tier III      | Тверде     | Ніколь Вайдішова    | 1–6, 7–6(7–5), 5–7   |
| Перемога  | 1–4   | 2005                                | Linz Open, Австрія                             | Tier II       | Тверде (i) | Патті Шнідер        | 4–6, 6–3, 6–1        |
| Перемога  | 2–4   | 2006                                | Qatar Ladies Open                              | Tier II       | Тверде     | Амелі Моресмо       | 6–3, 7–5             |
| Перемога  | 3–4   | 2006                                | Amelia Island Championships, U.S.              | Tier II       | Ґрунт      | Франческа Ск'явоне  | 6–4, 6–4             |
| Перемога  | 4–4   | 2006                                | Charleston Open, U.S.                          | Tier I        | Ґрунт      | Патті Шнідер        | 6–3, 4–6, 6–1        |
| Перемога  | 5–4   | Тра 2006                            | German Open                                    | Tier I        | Ґрунт      | Жустін Енен         | 4–6, 6–4, 7–5        |
| Перемога  | 6–4   | 2006                                | Porsche Tennis Grand Prix, Німеччина           | Tier II       | Тверде (i) | Татьяна Головін     | 6–3, 7–6(7–4)        |
| Поразка   | 6–5   | 2006                                | Кубок Кремля, Росія                            | Tier I        | Килим (i)  | Анна Чакветадзе     | 4–6, 4–6             |
| Поразка   | 6–6   | 2006                                | Linz Open, Австрія                             | Tier II       | Тверде (i) | Марія Шарапова      | 5–7, 2–6             |
| Перемога  | 7–6   | 2007                                | Open GDF Suez, Франція                         | Tier II       | Килим (i)  | Луціє Шафарова      | 4–6, 6–1, 6–4        |
| Поразка   | 7–7   | 2007                                | Amelia Island Championships, U.S.              | Tier II       | Ґрунт      | Татьяна Головін     | 2–6, 1–6             |
| Поразка   | 7–8   | 2007                                | LA Women's Tennis Championships, U.S.          | Tier II       | Тверде     | Ана Іванович        | 5–7, 4–6             |
| Поразка   | 7–9   | 2008                                | Eastbourne International, UK                   | Tier II       | Трава      | Агнешка Радванська  | 4–6, 7–6(13–11), 4–6 |
| Перемога  | 8–9   | Сер 2008                            | Мастерс Цинциннаті, U.S.                       | International | Тверде     | Наталі Деші         | 6–2, 6–1             |
| Поразка   | 8–10  | 2008                                | Stuttgart Open, Німеччина                      | Tier II       | Тверде     | Єлена Янкович       | 4–6, 3–6             |
| Перемога  | 9–10  | 2008                                | Tournoi de Québec, Канада                      | International | Килим (i)  | Бетані Маттек-Сендс | 4–6, 6–4, 6–1        |
| Поразка   | 9–11  | 2010                                | Connecticut Open, U.S.                         | Premier       | Тверде     | Каролін Возняцкі    | 3–6, 6–3, 3–6        |
| Перемога  | 10–11 | 2011                                | Washington Open, U.S.                          | International | Тверде     | Шахар Пеєр          | 7–5, 6–2             |
| Перемога  | 11–11 | 2012                                | Rosmalen Grass Court Championships, Нідерланди | International | Трава      | Уршуля Радванська   | 6–4, 6–3             |
| Перемога  | 12–11 | Вер 2012                            | Toray Pan Pacific Open, Японія                 | Tier I        | Тверде     | Агнешка Радванська  | 6–0, 1–6, 6–3        |
| Перемога  | 13–11 | Турнір чемпіонок Qatar Airways 2012 | Турнір чемпіонок WTA, Sofia                    | Elite         | Тверде (i) | Каролін Возняцкі    | 6–2, 6–1             |

### Парний розряд: 48 (24 титули, 24 поразки)
| Легенда                                          |
| ------------------------------------------------ |
| Турніри Великого шолома (0–2)                    |
| Фінал WTA (2–0)                                  |
| WTA 1000 (Tier I / Premier 5 / Premier M) (9–10) |
| WTA 500 (Tier II / Premier) (11–8)               |
| WTA 250 (Tier III / International) (2–4)         |

| Результат | В-П   | Дата           | Турнір                                         | Категорія     | Покриття   | Партнер                          | Опоненти                                             | Рахунок                  |
| --------- | ----- | -------------- | ---------------------------------------------- | ------------- | ---------- | -------------------------------- | ---------------------------------------------------- | ------------------------ |
| Поразка   | 0–1   | Тра 2001       | Croatian Bol Ladies Open, Хорватія             | Tier III      | Ґрунт      | Тіна Писник                      | - Кончита Мартінес - Анабель Медіна Гаррігес         | 7–5, 6–4                 |
| Перемога  | 1–1   | Чер 2001       | Rosmalen Grass Court Championships, Нідерланди | Tier III      | Трава      | Руксандра Драгомір               | - Кім Клейстерс - Міріам Ореманс                     | 7–6(7–5), 6–7(5–7), 6–4  |
| Поразка   | 1–2   | Сер 2001       | Connecticut Open, U.S.                         | Tier II       | Тверде     | Єлена Докич                      | - Кара Блек - Олена Лиховцева                        | 6–0, 3–6, 6–2            |
| Перемога  | 2–2   | 2001           | Linz Open, Австрія                             | Tier II       | Килим      | Єлена Докич                      | - Ельс Калленс - Чанда Рубін                         | 6–1, 6–4                 |
| Поразка   | 2–3   | 2002           | Кубок Кремля, Росія                            | Tier I        | Килим (I)  | Єлена Докич                      | - Олена Дементьєва - Жанетта Гусарова                | 2–6, 6–3, 7–6(9–7)       |
| Поразка   | 2–4   | 2002           | Zurich Open, Швейцарія                         | Tier I        | Тверде (I) | Єлена Докич                      | - Олена Бовіна - Жустін Енен                         | 6–2, 7–6(7–2)            |
| Перемога  | 3–4   | 2002           | Linz Open, Австрія (2)                         | Tier II       | Килим      | Єлена Докич                      | - Фудзівара Ріка - Суґіяма Ай                        | 6–3, 6–2                 |
| Поразка   | 3–5   | 2003           | Rosmalen Open, Нідерланди                      | Tier III      | Трава      | Марі П'єрс                       | Дементьєва Олена В'ячеславівна Ліна Красноруцька     | 2–6, 6–3, 6–4            |
| Поразка   | 3–6   | Тра 2003       | Мастерс Рим                                    | Tier I        | Ґрунт      | Єлена Докич                      | - Світлана Кузнецова - Мартіна Навратілова           | 6–4, 5–7, 6–2            |
| Поразка   | 3–7   | 2003           | Sparkassen Cup, Німеччина                      | Tier II       | Килим      | Лиховцева Олена Олександрівна    | Мартіна Навратілова Кузнецова Світлана Олександрівна | 3–6, 6–1, 6–3            |
| Перемога  | 4–7   | 2003           | Kremlin Cup, Росія                             | Tier I        | Килим      | Меган Шонессі                    | - Анастасія Мискіна - Віра Звонарьова                | 6–3, 6–4                 |
| Перемога  | 5–7   | 2004           | Відкритий чемпіонат Маямі з тенісу, U.S.       | Tier I        | Тверде     | Меган Шонессі                    | Світлана Кузнецова Олена Лиховцева                   | 6–2, 6–3                 |
| Перемога  | 6–7   | 2004           | Amelia Island Championships, U.S.              | Tier II       | Тверде     | Меган Шонессі                    | - Міріам Казанова - Алісія Молік                     | 3–6, 6–2, 7–5            |
| Перемога  | 7–7   | Тра 2004       | German Open                                    | Tier I        | Ґрунт      | Меган Шонессі                    | Жанетта Гусарова Кончіта Мартінес                    | 6–2, 2–6, 6–1            |
| Перемога  | 8–7   | Тра 2004       | Italian Open                                   | Tier I        | Ґрунт      | Меган Шонессі                    | - Паола Суарес - Вірхінія Руано Паскуаль             | 2–6, 6–3, 6–3            |
| Перемога  | 9–7   | 2004           | LA Women's Tennis Championships, U.S.          | Tier II       | Тверде     | Меган Шонессі                    | Кончіта Мартінес Вірхінія Руано Паскуаль             | 6–7(2–7), 6–4, 6–3       |
| Перемога  | 10–7  | 2004           | Connecticut Open, U.S.                         | Tier II       | Тверде     | Меган Шонессі                    | Martina Navrátilová Ліза Реймонд                     | 6–1, 1–6, 7–6(7–4)       |
| Перемога  | 11–7  | 2004           | Турніри WTA Tour, Лос-Анджелес                 | Фінали        | Тверде     | Меган Шонессі                    | Кара Блек Ренне Стаббс                               | 7–5, 6–2                 |
| Поразка   | 11–8  | 2005           | Indian Wells Open, U.S.                        | Tier I        | Тверде     | Меган Шонессі                    | Вірхінія Руано Паскуаль Паола Суарес                 | 7–6(7–3), 6–1            |
| Поразка   | 11–9  | 2006           | Dubai Tennis Championships, UAE                | Tier II       | Тверде     | Кузнецова Світлана Олександрівна | - Квета Пешке - Франческа Ск'явоне                   | 3–6, 7–6(7–1), 6–3       |
| Перемога  | 12–9  | 2006           | Мастерс Канада                                 | Tier I        | Тверде     | Martina Navrátilová              | Кара Блек Анна-Лена Гренефельд                       | 6–1, 6–2                 |
| Перемога  | 13–9  | 2008           | Мастерс Цинциннаті, U.S.                       | Tier III      | Тверде     | Марія Кириленко                  | - Сє Шувей - Ярослава Шведова                        | 6–3, 4–6, [10–8]         |
| Поразка   | 13–10 | 2008           | Commonwealth Bank Tennis Classic, Індонезія    | Tier III      | Тверде     | Марта Домаховська                | - Сє Шувей - Пен Шуай                                | 6–7(4–7), 7–6(7–3), 10–7 |
| Перемога  | 14–10 | 2008           | Toray Pan Pacific Open, Японія                 | Tier I        | Тверде     | Ваня Кінг                        | Ліза Реймонд Саманта Стосур                          | 6–1, 6–4                 |
| Перемога  | 15–10 | 2008           | Kremlin Cup, Росія (2)                         | Tier I        | Килим      | Катарина Среботнік               | Кара Блек Лізель Губер                               | 6–4, 6–4                 |
| Перемога  | 16–10 | 2009           | Charleston Open, U.S.                          | Premier       | Ґрунт      | Бетані Маттек-Сендс              | - Патті Шнідер - Ліга Декмеєре                       | 6–7(5–7), 6–2, [11–9]    |
| Перемога  | 17–10 | Тра 2009\|2009 | Porsche Tennis Grand Prix, Німеччина           | Premier       | Ґрунт      | Бетані Маттек-Сендс              | - Флавія Пеннетта - Хісела Дулко                     | 5–7, 6–3, [10–7]         |
| Перемога  | 18–10 | 2009           | Kremlin Cup, Росія (3)                         | Premier       | Тверде(I)  | Кириленко Марія Юріївна          | - Марія Кондратьєва - Клара Коукалова                | 6–2, 6–2                 |
| Поразка   | 18–11 | 2010           | Sydney International, Австралія                | Premier       | Тверде     | Татьяна Гарбін                   | Кара Блек Лізель Губер                               | 6–1, 3–6, 10–3           |
| Поразка   | 18–12 | 2010           | Indian Wells Open, U.S.                        | Premier M     | Тверде     | Саманта Стосур                   | Квета Пешке Катарина Среботнік                       | 4–6, 6–2, [10–5]         |
| Поразка   | 18–13 | 2010           | Miami Open, U.S.                               | Premier M     | Тверде     | Саманта Стосур                   | Хісела Дулко Флавія Пеннетта                         | 6–3, 4–6, [10–7]         |
| Перемога  | 19–13 | 2010           | Charleston Open, U.S. (2)                      | Premier       | Ґрунт      | Лізель Губер                     | Ваня Кінг Міхаелла Крайчек                           | 6–3, 6–4                 |
| Поразка   | 19–14 | 2010           | Відкритий чемпіонат США з тенісу, U.S.         | Grand Slam    | Тверде     | Лізель Губер                     | Шведова Ярослава В'ячеславівна Ваня Кінг             | 2–6, 6–4, 7–6(7–4)       |
| Поразка   | 19–15 | 2011           | Qatar Ladies Open                              | Premier       | Тверде     | Лізель Губер                     | Квета Пешке Катарина Среботнік                       | 7–5, 6–7(2–7), [10–8]    |
| Поразка   | 19–16 | 2011           | Miami Open, U.S.                               | Premier M     | Тверде     | Лізель Губер                     | - Даніела Гантухова - Агнешка Радванська             | 7–6(7–5), 2–6, [10–8]    |
| Перемога  | 20–16 | 2012           | Miami Open, U.S. (2)                           | Premier M     | Тверде     | Кириленко Марія Юріївна          | Сара Еррані Роберта Вінчі                            | 7–6(7–0), 4–6, [10–4]    |
| Поразка   | 20–17 | 2012           | Відкритий чемпіонат Франції з тенісу, Франція  | Grand Slam    | Ґрунт      | Кириленко Марія Юріївна          | Сара Еррані Роберта Вінчі                            | 6–4, 4–6, 2–6            |
| Поразка   | 20–18 | 2012           | Rosmalen Open, Нідерланди                      | International | Трава      | Кириленко Марія Юріївна          | Сара Еррані Роберта Вінчі                            | 4–6, 6–3, [9–11]         |
| Поразка   | 20–19 | 2012           | San Diego Open, U.S.                           | Premier       | Тверде     | Ваня Кінг                        | - Ракел Атаво - Абігейл Спірс                        | 2–6, 4–6                 |
| Поразка   | 20–20 | 2012           | Canadian Open                                  | Premier 5     | Тверде     | Катарина Среботнік               | - Клаудія Янс-Ігначик - Крістіна Младенович          | 5–7, 6–2, [7–10]         |
| Поразка   | 20–21 | 2012           | Kremlin Cup, Росія                             | Premier       | Тверде (i) | Кириленко Марія Юріївна          | - Катерина Макарова - Олена Весніна                  | 3–6, 6–1, [8–10]         |
| Перемога  | 21–21 | 2012           | Tour Championships, Фінал WTA (2)              | Фінали        | Тверде (i) | Кириленко Марія Юріївна          | Андреа Сестіні Главачкова Луціє Градецька            | 6–1, 6–4                 |
| Перемога  | 22–21 | 2013           | Sydney International, Австралія                | Premier       | Тверде     | Катарина Среботнік               | Сара Еррані Роберта Вінчі                            | 6–3, 6–4                 |
| Поразка   | 22–22 | 2013           | Катар Ladies Open                              | Premier 5     | Тверде     | Катарина Среботнік               | Сара Еррані Роберта Вінчі                            | 6–2, 3–6, [6–10]         |
| Поразка   | 22–23 | 2013           | Dubai Championships, UAE                       | Premier       | Тверде     | Катарина Среботнік               | Бетані Маттек-Сендс Саня Мірза                       | 4–6, 6–2, [7–10]         |
| Поразка   | 22–24 | 2013           | Indian Wells Open, U.S.                        | Premier M     | Тверде     | Катарина Среботнік               | Макарова Катерина Валеріївна Весніна Олена Сергіївна | 0–6, 7–5, [6–10]         |
| Перемога  | 23–24 | 2013           | Miami Open, U.S. (3)                           | Premier M     | Тверде     | Катарина Среботнік               | Ліза Реймонд Лора Робсон                             | 6–1, 7–6(7–2)            |
| Перемога  | 24–24 | 2013           | Eastbourne International, UK                   | Premier       | Трава      | Катарина Среботнік               | Моніка Нікулеску Klára Zakopalová                    | 6–3, 6–3                 |